# 門徒
門徒（もんと）とは、一門のともがらのことを指す呼び方である。ことに同じ門流に属して信仰を共にする人びとのことを言う。後には一寺に属する檀徒のことを言うこともある。
ことに浄土真宗の檀徒・信者を「門徒」と呼ぶことが一般的であり、他宗派の檀徒を門徒と呼ぶことは少ない。このことで、「浄土真宗」を門徒宗と呼ぶこともある。
○○地方の門徒を「○○門徒」と、地域単位で用いられる場合もある。（例…三河門徒・安芸門徒など）
- 親鸞の和讃（『高僧和讃』）…「門徒につねにみせしめき」
- 覚如の『報恩講式』…「恒に門徒に語りて曰く」
- 蓮如の『御文』（『御文章』）…「よく信心決定したまはば、その末末の門徒までも、ことごとく今度の一大事の往生をとぐべきなり」

中世の文献では、師匠となる僧に師事する弟子たちを指して門徒と呼ぶ用例が多い。弟子である門徒に対して師匠となる僧は「知識」と呼ばれた。知識と門徒は単に教える教えられるという以上に、社会的に認められた保護者と絶対的な従属者の関係にあった。初期の時宗では門徒は教祖一遍に身命を捧げることが求められ、門徒集団から離脱することは「阿弥陀如来の請願からも除外され地獄に落ちる」行為とされた。
門徒は知識と個別に従属するわけではなく、集団として宗門を構成した。浄土真宗では門徒の自立性が強く、その全体会議の決定は師匠の支配力を抑制しえるほどの機能を持っていた。戦国期の本願寺教団の門徒の大半は俗人であり、近世に広汎に見られる僧と門徒を棲み分ける寺檀関係はこの時期から発展した。
門徒になる人々には、自発的な信仰心の高まりから僧を志す者が多かったが、敗北した武士が助命の条件として出家する場合など、窮余の選択の結果として門徒となる者も少なからず見られる。